# Alexander Petschnig
Alexander Petschnig (* 29. März 1973 in Klagenfurt) ist ein österreichischer Politiker (FPÖ). Er war von 2015 bis 2020 Landesrat in der Burgenländischen Landesregierung und in der Landesregierung Niessl IV bzw. der Landesregierung Doskozil I für Wirtschaft und Tourismus verantwortlich. Ab dem 17. Februar 2020 war er Abgeordneter zum Burgenländischen Landtag, seit dem 24. Oktober 2024 ist er Abgeordneter zum Nationalrat.

## Leben
Alexander Petschnig wuchs in Kärnten auf. Nach absolviertem Studium an der Wirtschaftsuniversität Wien arbeitete Petschnig unter anderem im Investmentbanking und im Bundesministerium für Finanzen in der Konzernbetriebsprüfung.
Petschnig lebt in Neusiedl am See. Davor war er von 2012 bis 2018 Gemeinderat und stellvertretender FPÖ-Ortsparteiobmann in Illmitz. Bis zu seinem Eintritt in die Burgenländische Landesregierung fungierte er als einer von drei ehrenamtlichen Geschäftsführern der Illmitzer Tourismusanlagen Betriebsgesellschaft. 2013 wurde er zum Klubdirektor des FPÖ-Landtagsklubs in Eisenstadt bestellt. In dieser Funktion leitete und organisierte er den für die FPÖ erfolgreichen Wahlkampf zur Landtagswahl im Burgenland 2015. Als Mitglied des Verhandlungsteams der FPÖ Burgenland wirkte er am Zustandekommen der rot-blauen Landesregierung Niessl IV mit.
Am 9. Juli 2015 bestimmte ihn der Landtag zum Mitglied der Burgenländischen Landesregierung. Im April 2016 wurde er vom Landesparteitag zu einem von drei stellvertretenden Landesparteiobleuten der FPÖ Burgenland gewählt. Im Juni 2016 erfolgte darüber hinaus seine Wahl zum Bezirksparteiobmann der FPÖ Neusiedl am See.
Petschnig fungiert als stellvertretender Vorsitzender des Aufsichtsrates der Landesholding Burgenland GmbH, in der alle wesentlichen Beteiligungen des Landes zusammengefasst sind und gemeinsam verwaltet werden.
In seinen Zuständigkeitsbereichen Wirtschaft und Tourismus konnten von Beginn an große Erfolge ausgewiesen werden. Sowohl 2015 als auch 2016 verzeichnete das Burgenland das höchste Wirtschaftswachstum aller österreichischen Bundesländer, und im Jahr 2016 gelang es erstmals, die langjährige Zielmarke von 3 Millionen Nächtigungen zu überspringen. Darüber konnten mehrere Großinvestitionen ins Burgenland geholt werden.
Im Zuge der Regierungsbildung der Bundesregierung Kurz I nach der Nationalratswahl 2017 verhandelte er auf FPÖ-Seite in der Fachgruppe Finanzen und Steuern.
Bei der Landtagswahl 2020 kandidierte er hinter Spitzenkandidat Johann Tschürtz und Ilse Benkö auf Platz drei der Landesliste sowie als Spitzenkandidat im Landtagswahlkreis 1 und wurde am 17. Februar 2020 als Abgeordneter zum Burgenländischen Landtag angelobt.
Nach der Landtagswahl erklärte Johann Tschürtz seinen Rücktritt als FPÖ-Landesparteiobmann. Petschnig wurde im Präsidium als dessen Nachfolger nominiert, die Wahl war ursprünglich für den Landesparteitag am 7. März 2020 vorgesehen. Ende Februar 2020 gab Manfred Haidinger seine Gegenkandidatur für den Landesparteivorsitz der FPÖ Burgenland bekannt. Petschnig bat FPÖ-Bundesparteiobmann Norbert Hofer die FPÖ Burgenland als Obmann anzuführen, am 7. März 2020 wurde Norbert Hofer zum Landesparteiobmann gewählt. Petschnig erhielt 87 von 142 gültigen Stimmen und wurde mit 61 Prozent zum Landesparteiobmann-Stellvertreter gewählt. Im Oktober 2020 übernahm er den Vorsitz der FPÖ Burgenland von Norbert Hofer. Im November 2020 setzte er sich in der Wahl zum Landesparteiobmann in einer Kampfabstimmung mit 52 Prozent der Stimmen gegen Géza Molnár durch. Im Dezember 2020 brachten FPÖ-Funktionäre in einer Sitzung des Landesparteivorstandes einen Misstrauensantrag gegen Landesparteiobmann Alexander Petschnig ein, dieser wurde abgelehnt.
Am Landesparteitag im September 2023 wurde Petschnig mit 91,4 Prozent der Delegiertenstimmen als Landesparteiobmann bestätigt. Petschnig fungierte als Vertreter der FPÖ im Untersuchungsausschuss des Burgenländischen Landtages, welcher die Insolvenz der Commerzialbank Mattersburg AG aufklären soll. Bei der Nationalratswahl 2024 kandidiert er hinter Norbert Hofer an zweiter Stelle der FPÖ-Landesliste und als Spitzenkandidat im Regionalwahlkreis Burgenland Nord sowie auf Platz sieben der FPÖ-Bundesliste. Vom Landesparteivorstand wurde er zunächst im Mai 2024 zum Spitzenkandidaten für die Landtagswahl im Burgenland 2025 gewählt, im Oktober 2024 verständigte sich der FPÖ-Landesparteivorstand auf Norbert Hofer als FPÖ-Spitzenkandidaten. Nach seinem Wechsel in den Nationalrat Ende Oktober 2024 soll sein Landtagsmandat Michaela Brandlhofer übernehmen.